# Sanjuanejo
Sanjuanejo es una localidad española del municipio de Ciudad Rodrigo, en la provincia de Salamanca, comunidad autónoma de Castilla y León. Se integra dentro de la comarca de Ciudad Rodrigo y la subcomarca de La Socampana. Pertenece al partido judicial de Ciudad Rodrigo.

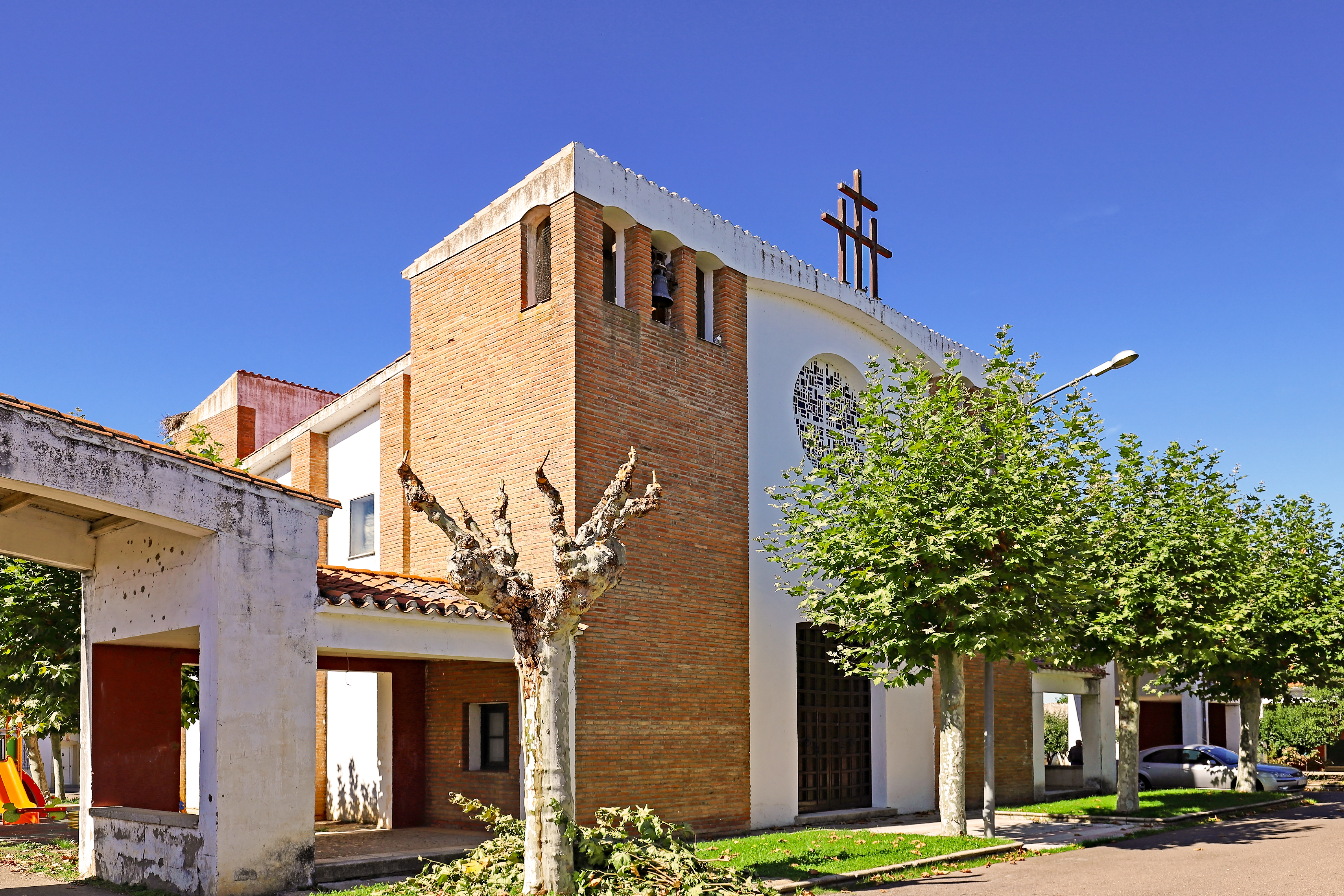
Iglesia parroquial de San Juan Bautista

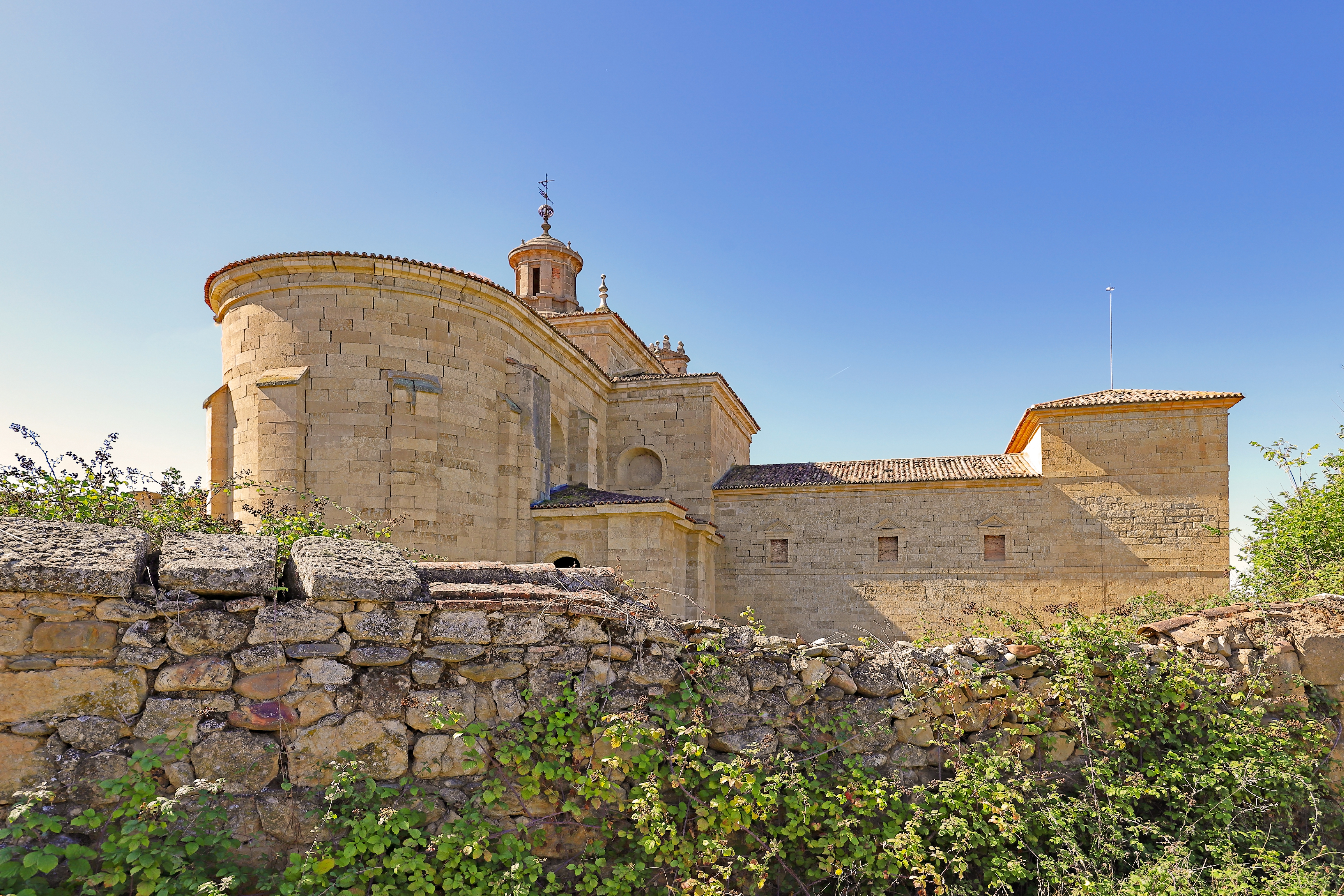
Monasterio de la Caridad

## Historia
La localidad de Sanjuanejo fue creada tras la expropiación de terrenos decretada en 1953 por parte del Instituto Nacional de Colonización, con el fin de construir un poblado de nuevo cuño de corte agrícola.

## Demografía
En 2019 Sanjuanejo contaba con una población de 47 habitantes, de los cuales 21 eran varones y 26 mujeres (INE 2019).
| Gráfica de evolución demográfica de Sanjuanejo entre 2000 y 2019                         |
|                                                                                          |
| Fuente: Instituto Nacional de Estadística de España - Elaboración gráfica por Wikipedia. |